# Chionaema cybdela
Chionaema cybdela är en fjärilsart som beskrevs av Rothschild. Chionaema cybdela ingår i släktet Chionaema och familjen björnspinnare. Inga underarter finns listade i Catalogue of Life.